# Scopula sternecki
Scopula sternecki är en fjärilsart som beskrevs av Louis Beethoven Prout 1934. Scopula sternecki ingår i släktet Scopula och familjen mätare. Inga underarter finns listade.